# Francesco Crispi
Francesco Crispi (4 tháng 10 năm 1818 – 12 tháng 8 năm 1901) là chính khách và nhà ái quốc người Ý. Ông là một trong những nhân vật chính của phong trào Thống nhất nước Ý (Risorgimento) và là bạn thân và người ủng hộ Giuseppe Mazzini và Giuseppe Garibaldi, và là một trong những người kiến tạo sự thống nhất nước Ý năm 1860.
Crispi từng là Thủ tướng Ý trong sáu năm, từ 1887 đến 1891 và một lần nữa từ năm 1893 cho đến năm 1896; ông là thủ tướng đầu tiên từ miền Nam nước Ý. Crispi nổi tiếng thế giới và thường được đề cập cùng với các nhà chính trị thế giới như Bismarck, Gladstone và Salisbury.